# Carlos de Laet
Carlos Maximiliano Pimenta de Laet (Rio de Janeiro, 3 de outubro de 1847 — Rio de Janeiro, 7 de dezembro de 1927) foi um jornalista, professor e poeta brasileiro.

## Biografia
Descendente da ilustre família de origens belgo-neerlandesas de Laet, foi filho de Joaquim Ferreira Pimenta de Laet e de Emília Ferreira de Laet, aos catorze anos de idade matriculou-se no primeiro ano do Colégio Pedro II. Laureado bacharel em letras, matriculou-se na Escola Central, atual Escola Politécnica da Universidade Federal do Rio de Janeiro.

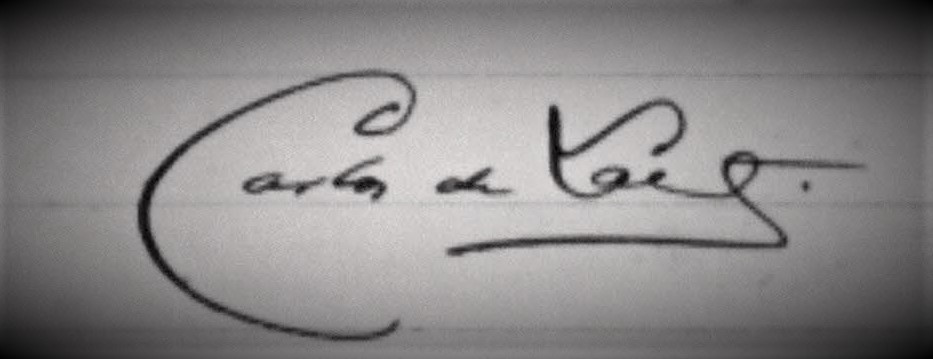
Autógrafo.

Formado em engenharia, não quis seguir a carreira preferindo voltar-se para o magistério e o jornalismo. Em 1873 fez concurso para o Colégio Pedro II para a cadeira de português, geografia e aritmética, disciplinas que formavam o primeiro ano do curso. Em 1915, com a reforma da instrução secundária, desapareceu aquilo que Ramiz Galvão chamara de "anomalia" - a reunião de três disciplinas tão díspares numa mesma cadeira - e Laet foi então nomeado professor de língua portuguesa.
Por um momento, deixou-se seduzir pela política. Em 1889 seus amigos monarquistas insistiram com ele para aceitar uma cadeira de deputado. Eleito, a Proclamação da República privou-o da cadeira. Manteve-se monarquista e fiel ao culto de D. Pedro II. Proclamada a República, deliberou o Governo Provisório extinguir quaisquer reminiscências do antigo regime, e uma das medidas que tomou foi substituir o nome do Colégio Pedro II pelo de Instituto Nacional de Instrução Secundária.
Na sessão da congregação da casa de 2 de maio de 1890, Laet requereu fosse feito um apelo ao governo republicano para conservar-se o nome antigo do estabelecimento. Mas a grande maioria dos professores era então republicana. No dia seguinte, o Diário Oficial trazia a demissão de Carlos de Laet. Pouco depois, Benjamin Constant, o primeiro ministro da Educação do novo governo, conseguia transformar o ato de demissão em aposentadoria. Só no governo de Venceslau Brás foi ele reconduzido ao seu posto no magistério secundário.

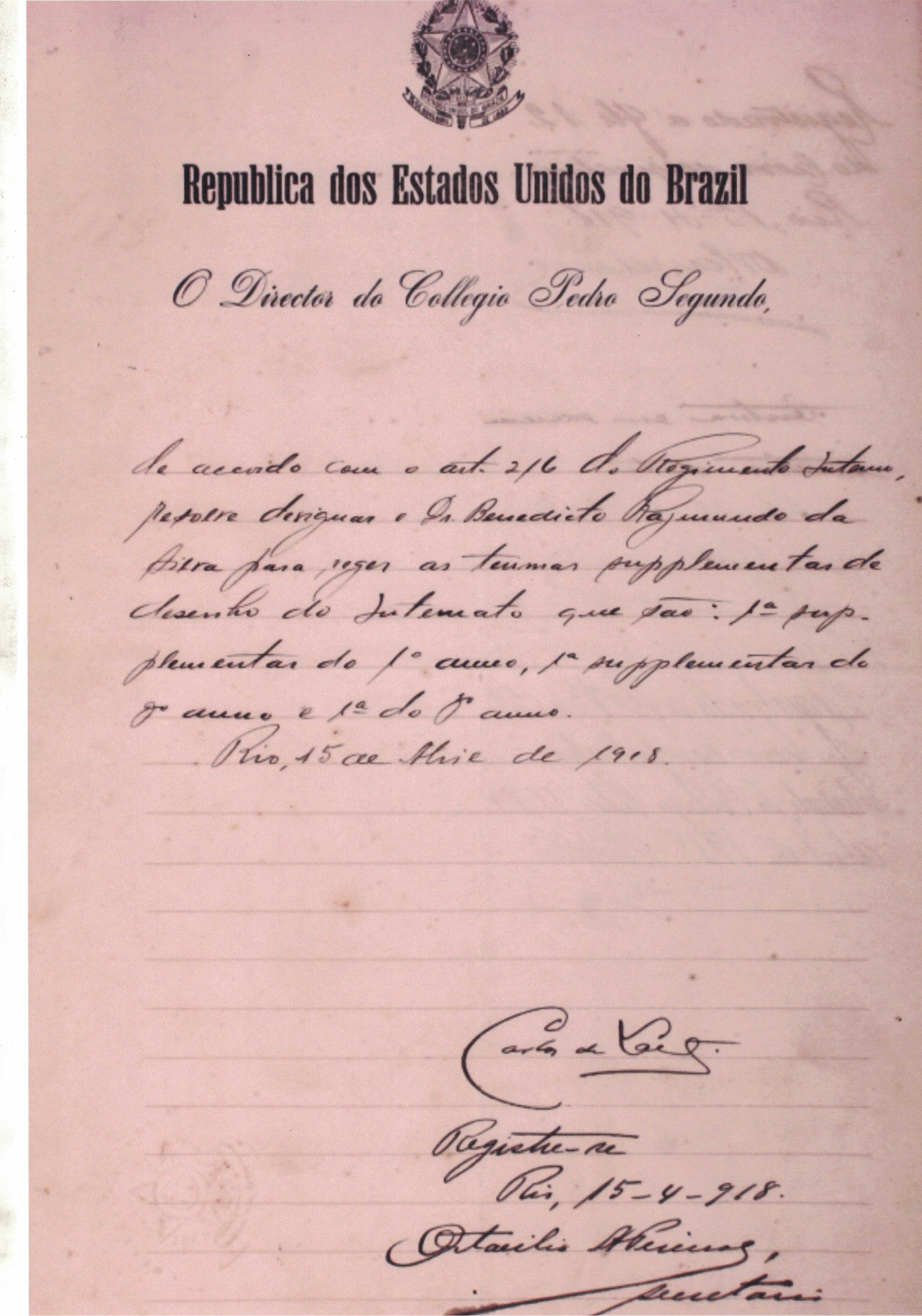
Documento de 1819 como diretor do Colégio Pedro II

Carlos de Laet exerceu, desde então, até aposentar-se, em 1925, o seu cargo de professor, sendo também, durante longos anos, diretor do Internato Pedro II. Foi professor do Externato de São Bento e do Seminário de São José, entre outros estabelecimentos de ensino particular.
No jornalismo, estreou no Diário do Rio em 1876, passando em 1878 para o Jornal do Commercio, onde durante dez anos escreveu os textos do seu "Microcosmo". Trabalhou também, como colaborador ou como redator, na Tribuna Liberal, no Jornal do Brasil, no Jornal do Commercio de São Paulo e do Jornal, nos quais deixou uma vasta produção de páginas sobre arte, história, literatura, crítica de poesia e crítica de costumes. Também se encontra colaboração da sua autoria na revista Atlântida (1915-1920).
Por suas convicções monarquistas sofreu perseguição também em 1893, por ocasião da Revolta da Armada. Orgulhava-se de não ter embainhado "o pedaço da espada que me quebraram em 89". No entanto, ter-lhe-ia sido mais cômodo aderir ao novo regime. Mesmo porque à República só poderia ser grato e proveitoso o apoio de um homem como ele. O jornalista refugiou-se então em São João del-Rei, onde dedicou-se a escrever o livro "Em Minas". Católico fervoroso, serviu à Igreja no Brasil, como presidente do Círculo Católico da Mocidade, sendo-lhe conferido pelo Vaticano o título de Conde.
Ferrenho opositor do movimento nascido em São Paulo com a Semana de Arte Moderna de 1922 ironizou e combateu o Modernismo. Graça Aranha foi alvo de suas críticas e zombarias, tendo-lhe fornecido assunto para três sonetos galhofeiros.
Tendo produzido um acervo jornalístico que, reunido em livros, chegaria a dezenas de volumes, Carlos de Laet deixou bem poucas obras publicadas.

## Obras
- Poesias (1873);
- Em Minas (1894);
- Antologia nacional, em colaboração com Fausto Barreto (1895);
- A descoberta do Brasil (1900);
- Heresia protestante, polêmica com o pastor Álvaro Reis (1907);
- Conferência sobre a imprensa, publicada na Década republicana, vol. II;

- Obra jornalística avulsa publicada na Revista da Cultura.
- Obras seletas:
  - I Crônicas;
  - II Polêmicas;
  - III Discursos e conferências.

## Academia Brasileira de Letras
Convidado para a última sessão preparatória da instalação da Academia Brasileira de Letras, em 28 de janeiro de 1897, fundou a cadeira 32, que tem como patrono Manuel de Araújo Porto-Alegre.
Eleito presidente em 1919, sucedendo no cargo a Ruy Barbosa, nele permanecendo até 1922, quando renunciou. Foi presidente da primeira comissão do Dicionário da Academia.